# Liste der Monuments historiques in Wambrechies
Die Liste der Monuments historiques in Wambrechies führt die Monuments historiques in der französischen Gemeinde Wambrechies auf.

## Liste der Bauwerke
| Bezeichnung                | Beschreibung | Standort                              | Kennzeichnung | Schutzstatus | Datum | Bild           |
| -------------------------- | ------------ | ------------------------------------- | ------------- | ------------ | ----- | -------------- |
| Destillerie Claeyssens     | Erbaut 1817  | 39, place du Marché-au-Poisson (Lage) | PA59000040    | Classé       | 2000  | weitere Bilder |
| Leinenspinnerei La Linière | Erbaut 1923  | 41, rue du Quesnoy (Lage)             | PA59000065    | Inscrit      | 2000  |                |
| Mälzerei Claeyssens        |              | Rue de la Distillerie (Lage)          | PA59000041    | Inscrit      | 1999  |                |
| Apotheke                   |              | 6, place du Général-de-Gaulle (Lage)  | PA00107885    | Inscrit      | 1986  |                |

## Liste der Objekte
| Bezeichnung | Beschreibung                           | Standort                      | Kennzeichnung | Schutzstatus | Datum | Bild |
| ----------- | -------------------------------------- | ----------------------------- | ------------- | ------------ | ----- | ---- |
| Monstranz   | Bronze, vergoldet und versilbert, 1868 | in der Kirche St-Vaast (Lage) | PM59007109    | Inscrit      | 2004  |      |